# Teatro rebolado
Teatro rebolado foi como passou a ser chamado, no Brasil, o teatro de revista que, tendo evoluído para o uso cada vez maior da nudez e da música, em detrimento de textos ou mesmo um enredo, a partir do final da década de 1940 e começo da seguinte, recebeu este nome, com o qual passou então a ser conhecido.

## Histórico
Com a introdução dos espetáculos de revista cada vez mais voltados para o show, pelo empresário Walter Pinto, e sob a influência dos cabarets franceses onde a nudez feminina já era de longa data apresentada nos palcos, os musicais foram adaptados para o Brasil, ganhando músicas próprias como uma evolução mesmo da própria Revista.
O Rebolado, como era chamado, entrou em decadência, no começo dos anos 60, quando aumentou a concorrência com a televisão e, ainda, por conta do rígido controle exercido pela Ditadura Militar.
Na revista Manchete Stanislaw Ponte-Preta (pseudônimo de Sérgio Porto) escrevia sobre o teatro rebolado. Com a publicação, nesta mesma revista, de uma coluna de Jacinto Thormes, falando das mulheres "mais bem vestidas do ano", Porto criou outra, para "as mulheres mais despidas", onde exibia fotos das vedetes do rebolado. Esta foi a gênese para a criação das suas famosas "Certinhas do Lalau", em que posaram Aizita Nascimento, Betty Faria, Íris Bruzzi, Mara Rúbia, Norma Bengell, Virgínia Lane, dentre outras mais de cem.

## Expoentes
- Oscarito
- Grande Otelo
- Dedé Santana
- Virgínia Lane
- Dercy Gonçalves
- Íris Bruzzi